# Magodendron mennyae
Magodendron mennyae är en tvåhjärtbladig växtart som beskrevs av Willem Willen Vink. Magodendron mennyae ingår i släktet Magodendron och familjen Sapotaceae.
Artens utbredningsområde är Papua Nya Guinea. Inga underarter finns listade i Catalogue of Life.